# −9 (tal)
−9 (minus nio) är det negativa heltal som följer −10 och följs av −8.

## Inom matematiken
Talet −9 definieras som den additiva inversen till 9, det vill säga det tal vars summa med 9 är lika med 0.

## Användning
- SI-prefixet nano-, 10−9